# キュロゴス
キュロゴス（QLOGOS）は、2000年に山佐が開発・販売したパチスロ機。

## 特徴
- 「キュロゴス」とはQuest（探求）とLogos（神の言葉）を組み合わせた造語。また、すごろくのアナグラムでもある。
- 山佐の液晶搭載機第2弾。
- 主人公はすごろくのようなロールプレイングゲームの進行を行い、最終的にボスを倒すなどの場合にボーナス確定となる。
- 液晶だけでも十分楽しめる演出で初心者にも分かりやすく、またリール制御も「リーチ目の山佐」伝統の豊富なバリエーションが見られる。
- スペックは一般的なA-400であり（大当たりで400枚以上が当たる）、ボーナス確率はタイムクロスAと同一。同機と比べて小役の払い出し率が若干改善されており、より遊びやすくなっている。

## 家庭用ゲーム機
- 本機種はPlayStation 2に移植され、系列会社のヤマサエンタテイメントより『山佐デジワールド LCDエディション』として発売された。